# Niễn Tử Sơn
Niễn Tử Sơn (tiếng Trung:碾子山区, Hán Việt:) Niễn Tử Sơn khu) là một quận của địa cấp thị Tề Tề Cáp Nhĩ, tỉnh Hắc Long Giang, Cộng hòa Nhân dân Trung Hoa. Quận này có diện tích 290 km2, dân số 80.000 người, mã số bưu chính 161046. Về mặt hành chính, Long Sa được chia thành các đơn vị gồm 4 nhai đạo (Phồn Vinh, Phú Cường, 跃 Tiến, Đông An) và 1 hương Thư Quang.